# Vriesea parvula
Vriesea parvula är en gräsväxtart som beskrevs av Werner Rauh. Vriesea parvula ingår i släktet Vriesea och familjen Bromeliaceae. Inga underarter finns listade i Catalogue of Life.